# Miguel Ángel Gea
Miguel Ángel Gea (Madrid, 1975) és un artista, mag i escriptor espanyol, interèssat en les relacions entre la màgia i la neurociència.
Artista professional radicat a Madrid, Miguel Ángel Gea és conegut internacionalment per les seves aportacions en màgia de prop, tant amb cartes com amb monedes. Més enllà de la seva activitat professional com a mag, Gea té un interès especial en les relacions entre la màgia i les neurociències. Gea no només fa màgia, sinó que també ha pensat molt sobre els fonaments del fet màgic. És professor a l'escola de màgia Ana Tamariz, ha rebut premis internacionals com el Premi Ascanio al mag de l’any, i és autor de diversos llibres tècnics sobre màgia, destacant-ne "La magia española del siglo XX", publicat el 2003, o "Numismagia y Percepción", publicat el 2018.
Miguel Ángel Gea ha recorregut Espanya, Estats Units i Europa a la recerca dels professors més prestigiosos en el camp de l'il·lusionisme. Des de l'any 1997, Miguel Ángel Gea imparteix periòdicament conferències a aficionats i il·lusionistes sobre diferents camps de la màgia, tant la teoria i la tècnica com la creativitat. També fa conferències per a no iniciats sobre la història de l'il·lusionisme. Des de l'any 2009, a partir de la seva relació amb diversos neurocientífics, ha realitzat tant investigacions com conferències per transmetre la relació entre neurociència i màgia. A més, Gea ha participat en diverses obres de teatre i ha estat director artístic de l'espectacle 'Agua', del grup Mayunta, on es barregen la dansa, la màgia i la música. Des de 1998, és professor de l'Escola d'Ana Tamariz i col·laborador de diverses publicacions especialitzades en el sector, i ha publicat diversos llibres, com a autor i coautor: ‘Sobre la Magia de Joaquín Navajas’, ‘La magia del siglo XX en España’, “Esencias” i més recentment “La magia de Miguel Ángel Gea”. A més fa poc temps va editar “Fat Brothers” un DVD realitzat juntament amb Dani Daortiz i Christian Engblom. Amb formació en teatre, imatge és actualment col·laborador a 'Neuromagia' amb diversos neurocientífics i mags del món.
Miguel Ángel Gea col·labora habitualment amb diverses ONG's per portar la màgia a països com Guinea Equatorial o l'Equador.

## Reconeixements
- Primer Premi Llatinoamericà (1998)[4]
- Mag de l'any (2000)[7]
- Premi 'Magia de Cerca', al Congrés Nacional de Magia de Granada (2001)[4]
- Gran Premi Extraordinari, al Congrés de Saragossa (2004)[4]